# 5879 Almeria
Az 5879 Almeria (ideiglenes jelöléssel 1992 CH1) egy földközeli kisbolygó. K. Birkle,  U. Hopp fedezte fel 1992. február 8-án.